# Grupperejse
 Der er for få eller ingen kildehenvisninger i denne artikel, hvilket er et problem. Du kan hjælpe ved at angive troværdige kilder til de påstande, som fremføres i artiklen.

En grupperejse er en betegnelse for en rejse, hvor flere personer rejser sammen. Rejsebureauer betegner normalt rejser, hvor 10 personer eller flere rejser sammen, som grupperejser.
Grupperejser kan have forskellige temaer; for eksempel studierejser, firmarejser med videre.
I mange tilfælde vil en gruppe selv arrangere sin grupperejse, men der findes mange rejsebureauer i Danmark, der er specialiserede i at arrangere grupperejser.

## Reference
| Turisme | Spire Denne artikel om turisme er en spire som bør udbygges. Du er velkommen til at hjælpe Wikipedia ved at udvide den. |